# Franz Bock (Kunsthistoriker, 1823)
Franz Johann Joseph Bock (* 3. Mai 1823 in Burtscheid; † 30. April 1899 in Aachen) war ein deutscher katholischer Geistlicher (Kanonikus) und Kunsthistoriker.

## Leben und Wirken
Der Sohn des Burtscheider Bademeisters Franz Joseph Bock und der früh verstorbenen Agnes Dotru studierte nach dem Besuch des Aachener Kaiser-Karls-Gymnasiums von 1846 bis 1849 Theologie an der Universität Bonn. Ab Oktober 1849 besuchte Bock das Kölner Priesterseminar und empfing ein Jahr später die Priesterweihe. Anschließend übernahm ihn die Pfarre St. Dionysius in Krefeld als fünften Kaplan.
In dieser Zeit betätigte er sich neben der Erfüllung seiner kirchlichen Aufgaben bereits als Förderer der sakralen Kunst und machte 1852 zum ersten Mal als Kurator einer überregional viel beachteten Ausstellung über bedeutende mittelalterliche Messgewänder und als Gründer einer Kunstweberei für kirchliche Seidenstoffe nach mittelalterlichen Vorbildern auf sich aufmerksam. Nach seiner Versetzung im Jahr 1854 nach St. Alban in Köln wurde Bock 1855 darüber hinaus zum Kuratpriester und Konservator an das neu eröffnete Erzbischöfliche Diözesanmuseum für christlich-altertümliche Kunst berufen. Mit einem Stipendium des Handelsministeriums der preußischen Rheinprovinz unternahm er zwischenzeitlich eine zweijährige kunsthistorische Studienreise durch mehrere Länder Europas. Nach seiner Rückkehr pflegte er intensiven Kontakt zu gleichgesinnten Kunstkennern und Kunstförderern wie beispielsweise dem Kölner Erzbischof Johannes von Geissel, dem Münsteraner Bischof Johann Georg Müller, dem Fürsten Carl Anton von Hohenzollern-Sigmaringen sowie zu Familien des rheinischen und westfälischen Adels und zu ortsansässigen Kunsthandwerkern wie dem Bildhauer Friedrich Wilhelm Mengelberg. Ferner wurde er ebenso wie seine Priesterkollegen Ernst Franz August Münzenberger in Frankfurt, Friedrich Schneider in Mainz und Alexander Schnütgen in Köln zu einem der maßgeblichen Förderer der Reformbemühungen für kirchliches Kunsthandwerk im Erzbistum Köln.
Einen Schwerpunkt seines Interesses bildete die sakrale Textilkunst. Bock fasste seine Forschungen schließlich in dem dreibändigen und viel beachteten Werk: Die Geschichte der liturgischen Gewänder des Mittelalters zusammen, welches die erste wissenschaftliche Untersuchung zur Entstehung und Entwicklung der kirchlichen Gewänder mit Rücksicht auf Gewebe, Farbe, Dessin, Schnitt und rituelle Bedeutung darstellte und damit einen neuen Zweig der Altertumswissenschaft eröffnete. So kreierte er auch neue Muster und Gestaltungsvariationen, die bis zur Jahrhundertwende Bestand hatten. Weitere Studienreisen, jetzt vor allem nach Syrien, Ägypten und Palästina, schlossen sich an. Zu seinen Mitbringseln gehörten unter anderem bedeutende Sammlungen von Textilfragmenten, koptischen Gewändern, mittelalterliche Goldschmiedekunst, Gläser und Emaillearbeiten.
Anfang 1862 wechselte Bock nach Aachen, wo er am 24. Juni 1862 zum Ehrenkanonikus und einen Monat später, am 10. Juli, zum Ehrendomherr am Aachener Dom sowie im Jahr 1868 zum Numerarkanonikus des Kollegiatstifts ernannt wurde. Auch in seiner Aachener Zeit beschäftigte er sich weiterhin intensiv mit der sakralen Kunst und unterwies beispielsweise die Schwestern vom armen Kinde Jesus, die eine weltweit anerkannte Klosterwerkstatt für Paramente betrieben, in der Gestaltung von Mustern und in Bearbeitungstechniken alter Messgewänder und vermittelte ihnen umfangreiche kirchliche Aufträge. Ebenso förderte er durch Vermittlung von Arbeitsaufträgen seiner vielfachen Kontakte zu kirchlichen Würdenträgern ortsansässige Kunsthandwerker wie die Bildhauer Wilhelm Brodmüller, Friedrich Wilhelm Mengelberg oder Gottfried Götting sowie die Stiftsgoldschmiede Martin Vogeno, Reinhold Vasters oder August Witte, der im Auftrag Bocks für die Goldreliefs der als Pala d’oro bekannten Altartafel (um 1000–1020) im Aachener Dom einen prunkvollen neuromanischen Emaille-Rahmen anfertigen ließ. 1871 wurde diese vom deutschen Kaiser Wilhelm I. als Stifter der Tafel durch eine neue Inschriftleiste zum Denkmal des Hohenzollernkaisers umgewidmet. Weiterhin zeichnete Bock 1892 verantwortlich für die Neuausmalung in der barocken Kirche St. Johann Baptist in Burtscheid sowie 1895/96 für Restaurierungsaufträge am neuromanischen Sandalenreliquiar der Salvatorkirche in Prüm.
Darüber hinaus organisierte er immer wieder zahlreiche Kunstausstellungen und war angesehener Gast und Redner auf internationalen Kongressen. Weiterhin verfasste er zahlreiche und teilweise sehr umfangreiche Publikationen, vor allem zu bis dato noch wenig erfassten Themen. So entstand in siebenjähriger Arbeit und im Auftrag des österreichischen Kaisers Franz Joseph I. beispielsweise sein Werk Die Kleinodien des heiligen römischen Reiches deutscher Nation, welches mit zahlreichen farbigen Lithografien, hierbei vor allem unterstützt durch den Maler und Lithographen Josef von Führich aus Wien, zu den prächtigsten Mappenwerken des 19. Jahrhunderts zählte. Weiterhin zählen eine erste vollständig bebilderte Arbeit über die Kölner Kirchenschätze, Das heilige Köln, sowie eine Zusammenfassung über Die mittelalterlichen Kunst- und Reliquienschätze zu Maestricht zu seinen Hauptwerken.
Obwohl in seinen letzten Lebensjahren seine Schaffenskraft nachließ, versuchte Bock, allerdings erfolglos, noch eine erste Kunstgewerbeschule in Aachen zu installieren. Auch eine geplante Übersiedelung nach Italien und der Verkauf seiner kompletten noch vorhandenen Sammlung kam nun nicht mehr zustande. Nachdem er bereits in früheren Jahren Teile seiner Sammlung unter anderem an die Königlich-Preußische Kunstkammer, das heutige Kunstgewerbemuseum Berlin, an das Musée de Cluny in Paris, an das Aachener Suermondt-Ludwig-Museum und an das South Kensington Museum, das heutige Victoria and Albert Museum, in London abgegeben hatte, vermachte er den ihm verblieben Bestand schließlich der Stadt Aachen. Am 30. April 1899 verstarb Franz Johann Joseph Bock nach einer Lungenentzündung und wurde im Campo Santo auf dem Westfriedhof II in Aachen in einem von der Stadt gestifteten Ehrengrab beigesetzt.

## Schriften (Auswahl)
Siehe Schriftenverzeichnis Verzeichnis von Schriften über mittelalterliche Kunst- und Alterthumswissenschaft veröffentlicht in den Jahren 1852 bis 1898. Aachen 1898.

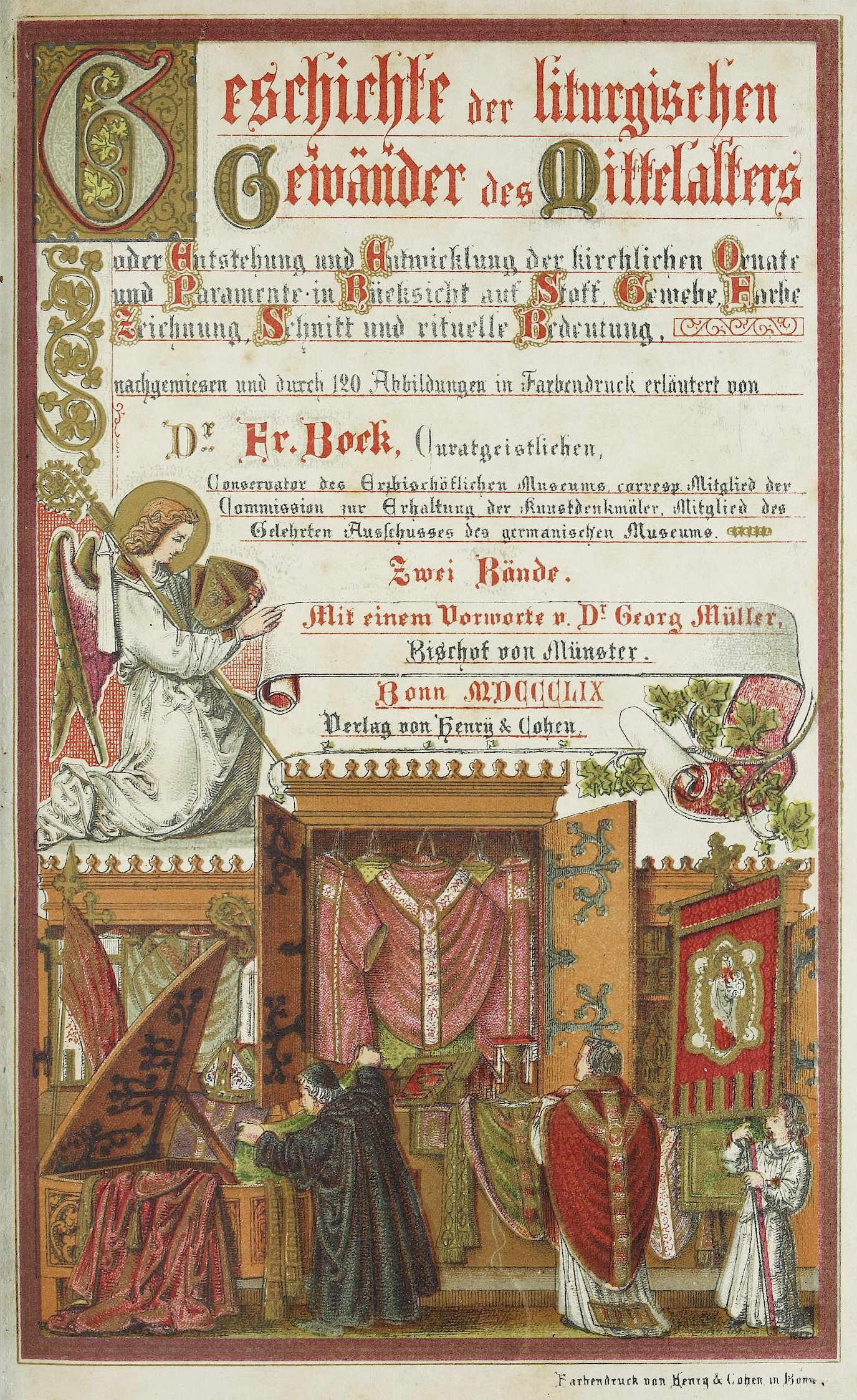
Titelblatt Geschichte der liturgischen Gewänder des Mittelalters (Band 1)

- Die Goldschmiedekunst auf der Höhe ihrer technischen und ästhetischen Ausbildung, plastisch nachgewiesen in einer Sammlung von Originalabgüssen der hervorragendsten kirchlichen Gefäße und Geräthschaften vom 10.–16. Jahrhundert, mit einem beschreibenden Texte und einem Vorwort v. Franz Bock. Köln 1855.
- Baldachin-Altäre aus St. Stephan in Wien und aus der Teinkirche zu Prag; oder: wie ist es mit dem Neubaue von Altären zu halten? In: Organ für christliche Kunst, 7 (1857), Nr. 21, S. 241–243 u. Nr. 22, S. 255–258.
- Die Kleinodien des heil. römisch-deutschen Reiches. In: Mittheilungen der k.k. Central-Commission zur Erforschung und Erhaltung der Baudenkmale. Band 2, Nr. 3, 1857, S. 53–57, 86–94, 124–129.
- Die mittelalterliche Kunst in ihrer Anwendung zu liturgischen Zwecken. Aufzählung und Beschreibung sämmtlicher mittelalterlicher Kunstgegenstände, aufgestellt bei Gelegenheit der 2ten Generalversammlung der Diözesan-Kunstvereine in der St. Ulrichskirche zu Regensburg, den 15., 16. u. 17. Sept. 1857. Uebersichtlich geordnet von F. Bock und G. Jakob. Pustet, Regensburg o. J. (Digitalisat, MDZ-München).
- Das heilige Köln. Beschreibung der mittelalterlichen Kunstschätze in seinen Kirchen und Sakristeien aus dem Bereich der Goldschmiedekunst und der Paramentik. Leipzig 1858 (MDZ-München, Digitalisat).
- Das carolingische Münster zu Aachen und die St. Godehards Kirche zu Hildesheim in ihrer beabsichtigten inneren Wiederherstellung. Praktische Beiträge zur Lösung der Frage: Welche Grundsätze sind bei der inneren Ausstattung und Einrichtung älterer romanischer Kirchen massgebend. Bonn 1859 (MDZ-München).
- Die Musterzeichner des Mittelalters. Anleitende Studienblätter für Gewerbe- und Webeschulen, für Ornamentzeichner, Paramenten-, Teppich- und Tapetenfabrikanten nach alten Originalstoffen eigener Sammlung. 8 Lieferungen, Leipzig 1859–61.
- Der Reliquienschatz des Liebfrauen-Münsters zu Aachen in seinen kunstreichen Behältern: zum Andenken an die Heiligthumsfahrt von 1860, beschr. und mit vielen Holzschnitten erl. von Fr. Bock. Selbstverlag des Verf., Aachen 1860 (MDZ-München).
- Die Reliquienschätze der ehemaligen gefürsteten Reichs-Abteien Burtscheid und Cornelimünster, nebst den Heiligthümern der früheren Stiftskirche St. Adalbert und der Theresianer-Kirche zu Aachen: zur Erinnerung an die Heiligthumsfahrt von 1867. Köln 1867 (Digitalisat).
- Geschichte der liturgischen Gewänder der Mittelalters, oder Entstehung und Entwicklung der kirchlichen Ornate und Paramente mit Rücksicht auf Stoff, Gewebe, Farbe, Zeichnung, Schnitt und rituelle Bedeutung, nachgewiesen und durch 120 Abbildungen in Farbendruck erläutert. 3 Bände, Bonn 1859, 1867, 1871 (Digitalisat Universitätsbibliothek Heidelberg).
- Die deutschen Reichskleinodien mit Hinzufügung der Krönungs-Insignien Böhmens, Ungarns und der Lombardei in geschichtlicher, liturgischer und archäologischer Beziehung. 1. Theil (Einfache Ausgabe). Wien 1860.
- Die Schriften A. Reichenspergers und ihre Bedeutung für die christliche Kunst. Wien 1860.
- Der Schatz von Sanct Marcus in Venedig. Wien 1861. Sonderdruck aus dem August-Heft des VI. Jahrgangs der Mittheilungen der k.k. Central-Commission zur Erforschung und Erhaltung der Baudenkmale.
- Katalog der Ausstellung von neueren Meisterwerken mittelalterlicher Kunst zu Aachen, eröffnet bei Gelegenheit der XIV. General-Versammlung katholischer Vereine, nebst einer kunstgeschichtlichen Einleitung. Aachen 1862.
- Der St. Karls-Teppich in Ausführung genommen von den Frauen und Jungfrauen Aachens. Aachen 1863.
- Über die christlichen Messkännchen. In: Mitteilungen der k.k. Zentralkommission zur Erforschung und Erhaltung der Baudenkmale 9, 1864, S. 1–29.
- Karls des Grossen Pfalzkapelle und ihre Kunstschätze. Kunstgeschichtliche Beschreibung des karolingischen Octogons zu Aachen, der späteren gothischen Anbauten und sämmtlicher im Schatze daselbst befindlichen Kunstwerke des Mittelalters, mit zahlreichen erklärenden Holzschnitten nach photographischen Aufnahmen. L. Schwann, Köln / Neuss 1866 (MDZ-München, Digitalisat).
- Das Heiligthum zu Aachen. Kurzgefaßte Angabe und Abbildung sämtlicher „großen und kleinen Reliquien“ des ehemaligen Krönungs-Münsters, sowie der vorzüglichsten Kunstschätze daselbst. L. Schwann, Köln / Neuss 1867.
- Das monumentale Rheinland. Autographische Darstellung der hervorragendsten Baudenkmale des Mittelalters am Rhein und seinen Nebenflüssen in kurzgefasster Beschreibung, hrsg. u. S. Königlichen Hoheit dem Kronprinzen Friedrich Wilhelm von Preußen gewidmet. L. Schwann, Köln / Neuss 1867.
- Rheinlands Baudenkmale des Mittelalters, Zweite Serie. Die ehemalige Benedictiner-Abteikirche zu Brauweiler. Köln 1867–72.
- Rheinlands Baudenkmale des Mittelalters: ein Führer zu den merkwürdigsten mittelalterlichen Bauwerken am Rheine und seinen Nebenflüssen. Schwann, Köln [u. a.] 1869–1872 (Digitalisat, 3 Bände).
- Album mittelalterlicher Ornament-Stickerei zur Zierde für Kirche und Haus in Autographien nach älteren und neueren Mustervorlagen. Heft 1–2: Aachen 1866, Heft 3: Aachen 1869.
- Der Kunst- und Reliquienschatz des Kölner Doms, hrsg. von dem Vorstande des christlichen Kunst-Vereins zu Köln. L. Schwann, Köln / Neuß 1870 (Digitalisat).
- Der altromanische goldene Altaraufsatz im Münster zu Aachen und seine Wiederherstellung durch die Munifizienz Seiner Majestät des Kaisers. Aachen 1871, Separatdruck aus: Echo der Gegenwart, Nr. 243, Zweites Blatt, 3. September 1871.
- Die mittelalterlichen Kunst- und Reliquienschätze zu Maestricht, aufbewahrt in den ehemaligen Stiftskirchen des hl. Servatius und Unserer Lieben Frau daselbst, archäologisch und historisch beschrieben und durch 66 Holzschnitte erläutert v. Mgr. Dr. Franz Bock u. Vicar M. Willemsen, Thesaurar. L. Schwann, Köln / Neuss 1872 (MDZ München).
- Der St. Lambertus-Teppich, ein Geschenk der Fürstlich Hohenzoller’schen Familie an die gleichnamige Pfarrkirche in Düsseldorf. L. Schwann, Köln / Neuss 1872 (Digitalisat).
- Karl’s des Grossen Heiligthümer zu Aachen. Kurze Beschreibung derselben nebst Betrachtungen und Gebeten bei der öffentlichen Zeigung; zur Erinnerung an die Aachener Heiligthumsfahrt im Jahre 1874 mit 30 erklärenden Holzschnitten. Schwann, Köln 1874 Digitalisat.
- Die St. Helena-Teppiche, angefertigt von den Frauen und Jungfrauen Triers. Trier 1893.
- Die textilen Byssus-Reliquien des christlichen Abendlandes aufbewahrt in den Kirchen zu Köln, Aachen, Cornelimünster, Mainz und Prag. Aachen 1895 (MDZ-München).
- Die byzantinischen Zellenschmelze der Sammlung Dr. Alex. von Swenigorodskoi und das darüber veröffentlichte Prachtwerk. Archäologisch-kunstgeschichtliche Studie. Selbstverlag Alexander von Swenigorodskoi, Aachen 1896.
- Aachener Goldschmiedekunst ehemals und heute. Unter besonderer Berücksichtigung des neuen Altars der h. h. Eucharistie für die Domgruft in Hildesheim. Aachen 1897.